# Бетел, Урсула
Мэри Урсула Бетелл, более известная как Урсула Бетелл, (6 октября 1874 — 15 января 1945) — новозеландская поэтесса и общественный деятель.
Родилась в Хорселле, графство Суррей, Великобритания в 1874 году, а в 1875 году её семья переехала в Новую Зеландию.

## Биография
Урсула была старшей дочерью в семье обеспеченного фермера, Ричарда Бетелла. После недолгого пребывания в Тасмании, семья вернулась в Новую Зеландию и поселилась в небольшом городе Нельсон (Новая Зеландия). В 1878 году они переехала в Крайстчерч. В 1881 году Бетелли приехали в Рангиору.
Начальную школу Урсула закончила в Рангиоре. После окончания старших классов в Крайстчерче уехала учиться в Оксфордскую школу для девочек. После окончания в 1892 году начала заниматься благотворительной деятельностью. А в 1895 году продолжила своё обучение в Европе, изучая живопись в Женеве и музыку в Дрездене.
В 1899 году Урсула Бетелл присоединилась к социальной англиканской организации «Серые Леди» («Grey Ladies») в Лондоне, посвятив свое время приходской работе.
В декабре 1901 года она перенесла пневмонию, и на некоторое время покинула Англию, уехав на курорт в Санта-Круз. В 1904 году она возвращается обратно, продолжая заниматься благотворительностью. Она присоединилась к социальной организации, помогающей бездомным и беспризорникам.